# Xã Mackinaw, Quận Tazewell, Illinois
Xã Mackinaw (tiếng Anh: Mackinaw Township) là một xã thuộc quận Tazewell, tiểu bang Illinois, Hoa Kỳ. Năm 2010, dân số của xã này là 4.454 người.